# Telururo de mercurio y cadmio

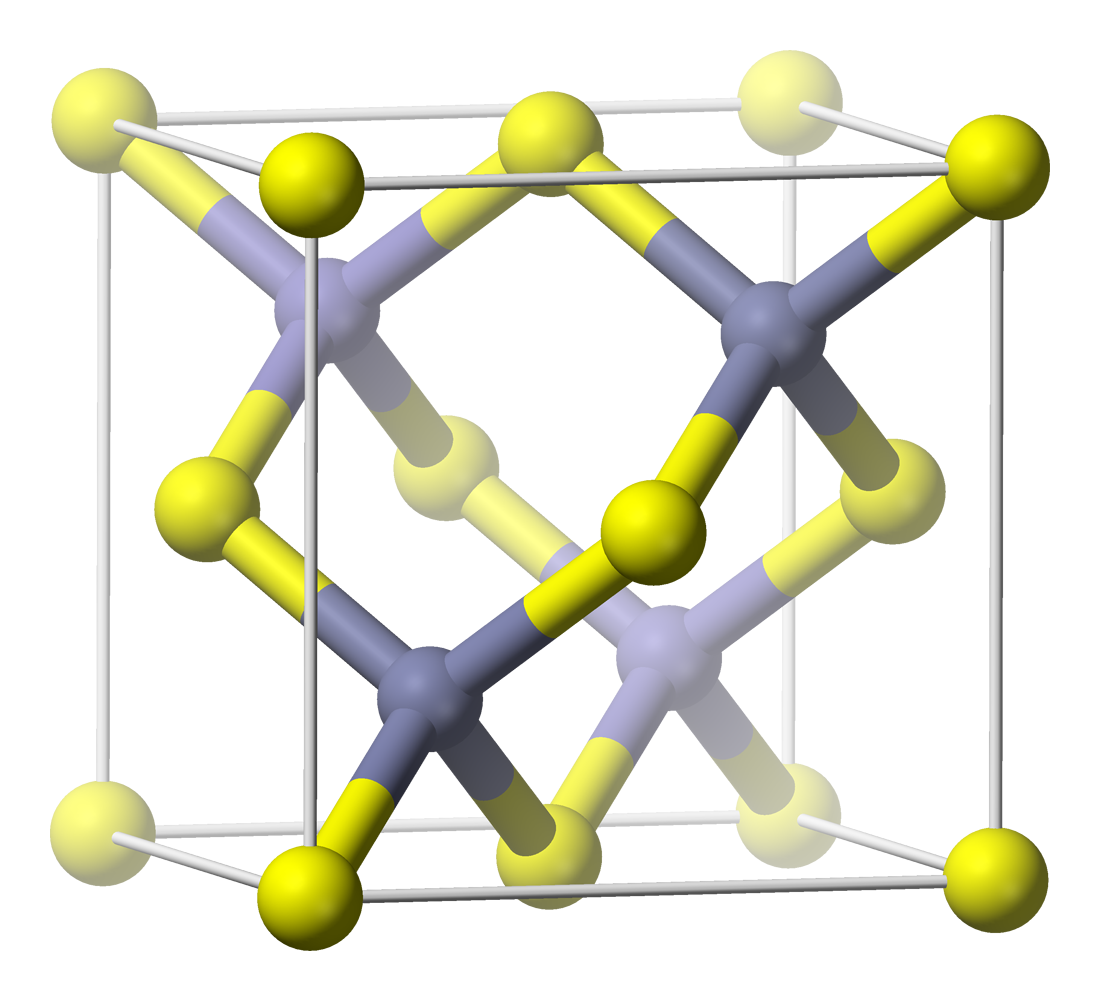
Estructura cristalina del telururo de mercurio-cadmio.

Hg1−xCdxTe o telururo de mercurio-cadmio (también telururo de mercurio de cadmio, MCT, MerCad Telluride, MerCadTel, MerCaT o CMT) es un compuesto químico de telururo de cadmio (CdTe) y telururo de mercurio (HgTe) con un intervalo de banda que abarca desde la onda corta a las regiones infrarrojas de onda muy larga. La cantidad de cadmio (Cd) de la aleación se puede escoger para ajustar la absorción óptica del material a la longitud de onda infrarroja deseada. El CdTe es un semiconductor con una banda prohibida de aproximadamente 1,5 electronvoltios (eV) a temperatura ambiente. El HgTe es un semimetal, lo que significa que su energía de banda prohibida es cero. La mezcla de estas dos sustancias permite obtener cualquier banda intercalada entre 0 y 1,5 eV.

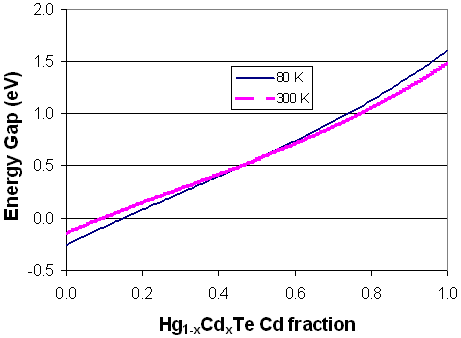
Brecha energética en función de la composición del cadmio.

La movilidad electrónica de HgCdTe con gran contenido de Hg es muy alta. Entre los semiconductores comunes utilizados para la detección de infrarrojos, sólo el InSb e InAs superan la movilidad electrónica de HgCdTe a temperatura ambiente. A 80 K, la movilidad electrónica de Hg0,8Cd0,2Te puede ser de varios cientos de miles de cm2/(V·s). Los electrones también tienen una gran longitud balística a esa temperatura; su recorrido libre medio puede ser de varios micrómetros.